# Michael Kitchen
Michael Kitchen (ur. 31 października 1948 w Leicesterze) – brytyjski aktor i producent telewizyjny. Znany m.in. z roli tytułowej w serialu kryminalno-wojennym Detektyw Foyle.
Jest absolwentem Royal Academy of Dramatic Art (RADA) w Londynie.

## Filmografia

### Filmy
- 1981: Bunkier jako Rochus Misch
- 1983: Komedia omyłek jako Antyfolus
- 1985: Wersja Browninga jako Frank Hunter
- 1985: Pożegnanie z Afryką jako Berkeley Cole
- 1990: Przeklęty los jako pan Quinton
- 1990: Wydział Rosja jako Clive
- 1991: Wojna, która nigdy się nie kończy
- 1992: Czarowny kwiecień jako George Briggs
- 1993: To Play the King jako król (za tę rolę otrzymał nominację do nagrody BAFTA)
- 1993: Zakładnik jako Fredericks
- 1993: Proces jako Block
- 1994: Działo zagłady jako Chris Cowley
- 1994: Vaterland – Tajemnica III Rzeszy jako Jaeger
- 1995: GoldenEye jako Bill Tanner
- 1997: Pani Dalloway jako Peter Walsh
- 1998: Ostatni kontrakt jako John Gales alias Ray Lambert
- 1999: Świat to za mało jako Bill Tanner
- 2000: Dowód życia jako Ian Havery
- 2002: Śmierć nadejdzie jutro jako Bill Tanner
- 2011: Mój tydzień z Marilyn jako Hugh Perceval

### Seriale
- 1974: Upadek Orłów jako Trocki
- Sprawy inspektora Morse’a jako Russel Clarke
- Kroniki młodego Indiany Jonesa jako Lloyd George
- 1995: Zdobywcy jako sir Helmsley Thwaite
- 2002–2015: Detektyw Foyle jako Christopher Foyle